# Madahoplia circumscutata
Madahoplia circumscutata är en skalbaggsart som beskrevs av Leon Fairmaire 1903. Madahoplia circumscutata ingår i släktet Madahoplia och familjen Melolonthidae. Inga underarter finns listade i Catalogue of Life.